# Rasm al-Dżurn
Rasm al-Dżurn (arab. رسم الجرن) – wieś w Syrii, w muhafazie Hama. W 2004 roku liczyła 314 mieszkańców.